# Logaritmické pravítko

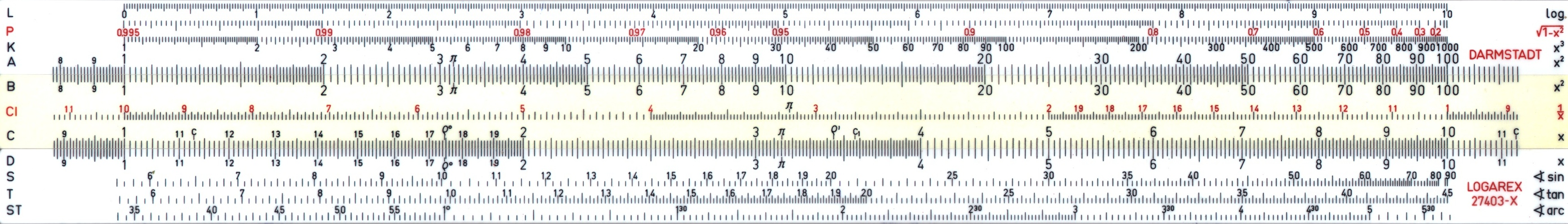
Logaritmické pravítko.

Logaritmické pravítko je mechanická pomůcka dříve využívaná v matematice pro snadné násobení a dělení čísel (převodem na sčítání a odčítání logaritmů), která se používala až do 70. let minulého století pro výpočty ve školách a v technických oborech před příchodem kalkulačky. Výpočty byly pro větší čísla jen přibližné (operandy byly zaokrouhlovány), takže výsledek dosahoval jen jisté míry přesnosti.

## Princip a použití

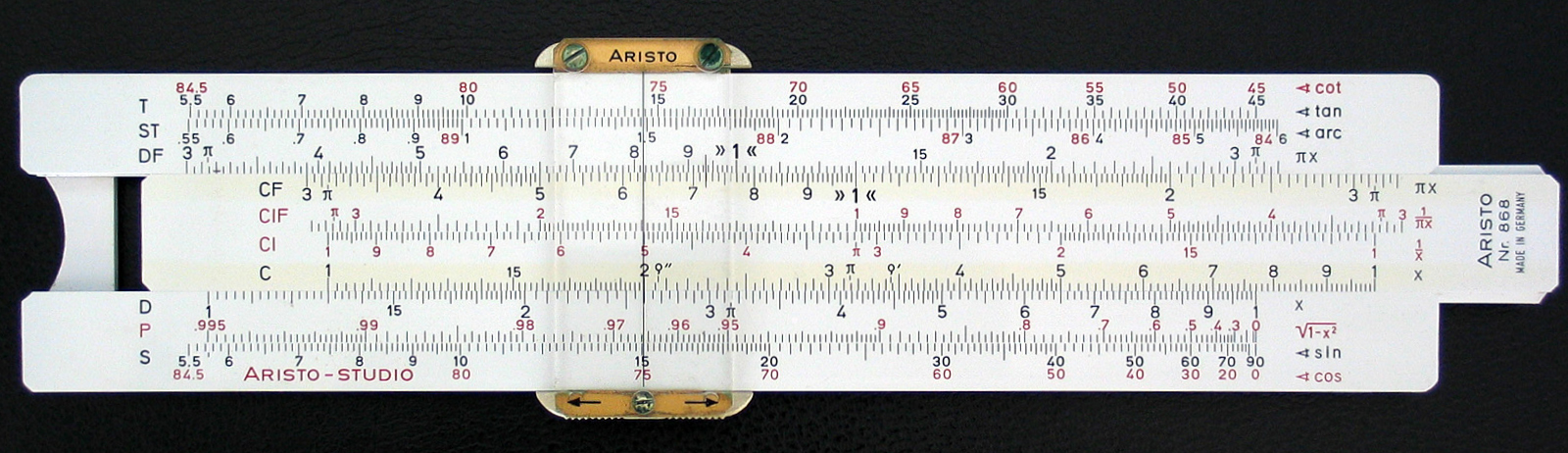
Logaritmické pravítko: Na stupnicích C a D je nastaven výpočet 1,3 × 2 = 2,6.

Jednoduché logaritmické pravítko mělo dvě vzájemně pohyblivé části, na kterých byly naneseny logaritmické stupnice. Součin tak bylo možné vypočítat součtem logaritmů čísel vyznačených na pravítku. Obdobně podíl byl vypočten rozdílem logaritmů dělence a dělitele.
Násobíme-li dvě čísla, počátek horní stupnice nastavíme proti činiteli na dolní stupnici a součin odečteme na spodní stupnici proti činiteli na horní stupnici. Při dělení je dělitel na horní stupnici nastaven proti dělenci na dolní stupnici a podíl odečteme na horní stupnici proti číslu 1.
Přesnost takových výpočtů byla poměrně nízká. Výsledek obsahoval 3 až 4 platné číslice, zkušený počtář někdy dokázal (pomocí různých zpřesňujících odhadů) správně určit 5 až 6 cifer. Přesnější byly logaritmické tabulky, nicméně pro rychlé přibližné výpočty logaritmické pravítko postačovalo.
Vzhledem k tomu, že na pravítku byla obvykle vyznačena pouze čísla od 1 do 10, bylo v případě počítání s čísly mimo tento interval nutné před výpočtem zanedbat dekadický exponent těchto čísel a o tento exponent upravit výsledek výpočtu. (Rozuměj, správně posunout desetinnou čárku výsledku.) Při součinech, jejichž výsledek byl vyšší než 10, bylo nutné druhý operand výpočtu nastavit proti číslu 10 a výsledek dodatečně vynásobit 10 (posunout desetinnou čárku doprava). Analogicky, při podílu menším než 1 ležel výsledek proti číslu 10 a bylo nutné jej dodatečně vydělit 10. (Obdobně si dnes počíná koprocesor, který počítá s normalizovanými desetinnými čísly v rozsahu 1 až 2, přičemž desetinnou čárku „posunuje“ po bitech.)
Většina logaritmických pravítek byla vybavena pohyblivým jezdcem, který sloužil jako mechanická „paměť“ pro uložení mezivýsledku. U lepších kapesních modelů sloužil jezdec také jako lupa. Dražší modely vybavené jezdcem měly kromě základních logaritmických stupnic další stupnice, které umožňovaly např. výpočet druhé a třetí odmocniny, převrácené (reciproké) hodnoty (1/x) a měly i lineární stupnici, s jejíž pomocí bylo možno logaritmovat a odlogaritmovávat. Kvalitu a cenu pravítka také ovlivňoval použitý materiál a způsob provedení stupnice.

## Historie logaritmického pravítka
Roku 1614 John Napier vyzkoumal novou matematickou metodu, díky níž šlo převést násobení a dělení na sčítání a odčítání. Tato metoda byla nazvána Napierovy logaritmy. Angličané William Oughtred a Edmund Gunter této metody využili k sestrojení posuvného pravítka, které počítání zjednodušovalo. To již byl jistý předchůdce moderního logaritmického pravítka. V roce 1850 vylepšil metodu posuvného pravítka Francouz Amédée Mannheim (1831–1906) přidáním posuvného ukazatele a tím vytvořil logaritmické pravítko, jak ho známe dnes. Logaritmické pravítko bylo běžnou součástí výbavy středoškoláků, vysokoškoláků a lidí pracujících s logaritmy. Tam, kde bylo potřeba dosahovat větší přesností výpočtu, byly používány logaritmické tabulky s předvypočtenými hodnotami. S nástupem elektronických kalkulátorů v 70. letech 20. století však využívání logaritmického pravítka upadá.
Asi od roku 1975 byl už malých kapesních kalkulaček na trhu dostatek, byly však dražší než dnes. Zhruba od toho roku školy přecházejí na kalkulačky a postupně končí výuka výpočtů s logaritmickým pravítkem. Počátkem let osmdesátých v technických kancelářích už málokdo ještě počítal na pravítku.